# Championnats d'Europe de skyrunning 2007
Navigation
2008
Les Championnats d'Europe de skyrunning 2007 constituent la première édition des championnats d'Europe de skyrunning, compétition internationale gérée par la fédération internationale de skyrunning. Ils ont lieu le 10 juin 2007.
C'est la SkyRace Valmalenco-Valposchiavo qui accueille les championnats sur son parcours de 31 km comprenant 1 850 m de dénivelé positif et 1 800 m de dénivelé négatif.

## Résultats

### SkyRace
Dès le début de la course, l'Italien Marco De Gasperi s'empare de la tête pour imposer son rythme soutenu, entraînant avec lui l'Allemand Helmut Schießl et le Mexicain Ricardo Mejía. Forçant l'allure, Marco lâche ses poursuivants et remporte la victoire avec plus de 5 minutes d'avance, en établissant un nouveau record du parcours en 2 h 32 min 3 s. Helmut Schießl termine deuxième en améliorant son temps de l'année précédente. Ricardo Mejía complète le podium, mais la médaille de bronze du championnat revient au Valdôtain Dennis Brunod. Le Mexicain Ricardo Mejía, troisième, le Colombien Saúl Padua, septième, et le Vénézuélien Walther Becerra, neuvième de la course, ne sont pas classés dans le championnat.
L'Italienne Pierangela Baronchelli mène la course féminine malgré une entorse à la cheville. Elle lutte au coude-à-coude face à la Portugaise Rosa Madureira mais parvient à s'imposer au sprint final pour 16 secondes. Le podium est complété par la Britannique Ruth Pickvance.
| Rang               | Athlète          | Temps           |
| ------------------ | ---------------- | --------------- |
| Médaille d'or      | Marco De Gasperi | 2 h 32 min 3 s  |
| Médaille d'argent  | Helmut Schießl   | 2 h 37 min 48 s |
| Médaille de bronze | Dennis Brunod    | 2 h 40 min 49 s |
| 4                  | Mikhail Mamleev  | 2 h 41 min 6 s  |
| 5                  | Kílian Jornet    | 2 h 41 min 42 s |
| 6                  | Aires Sousa      | 2 h 44 min 16 s |
| 7                  | Fulvio Dapit     | 2 h 46 min 33 s |
| 8                  | Carlos Silva     | 2 h 46 min 54 s |
| 9                  | Tom Owens        | 2 h 46 min 58 s |
| 10                 | Fabio Bonfanti   | 2 h 49 min 22 s |

| Rang               | Athlète                | Temps           |
| ------------------ | ---------------------- | --------------- |
| Médaille d'or      | Pierangela Baronchelli | 3 h 21 min 7 s  |
| Médaille d'argent  | Rosa Madureira         | 3 h 21 min 33 s |
| Médaille de bronze | Ruth Pickvance         | 3 h 25 min 15 s |
| 4                  | Stéphanie Jiménez      | 3 h 26 min 51 s |
| 5                  | Corinne Favre          | 3 h 27 min 4 s  |
| 6                  | Emanuela Brizio        | 3 h 29 min 27 s |
| 7                  | Daniela Vassalli       | 3 h 35 min 51 s |
| 8                  | Lucinda Moreiras       | 3 h 37 min 33 s |
| 9                  | Gloriana Pellissier    | 3 h 39 min 58 s |
| 10                 | Gisella Bendotti       | 3 h 40 min 8 s  |